# Loin du front
Pour plus de détails, voir Fiche technique et Distribution.
Loin du front est un film français réalisé par Vladimir Léon et Harold Manning, sorti en 1998.

## Fiche technique
- Titre : Loin du front
- Réalisation : Vladimir Léon et Harold Manning
- Scénario : Vladimir Léon et Harold Manning
- Photographie : Sébastien Buchmann, Pascal Lagriffoul, David Quesemand
- Décors : Renaud Legrand
- Premier assistant : Jean-Michel Fouque
- Costumes : Jacqueline Van Moortel, Élise Capdenat, Marianne Genet
- Son : David Rit, Daniel Sobrino
- Montage : Bertrand Boutillier, Marie-Hélène Mora, Françoise Tubaut, Christine Marier
- Production : Philippe Braunstein, pour Les Films d'Avalon
- Pays :  France
- Durée : 67 minutes
- Date de sortie : France, 14 janvier 1998

## Distribution
- Odile Roig : Yvette
- Estelle Aubriot : Jeanne
- André Badin : le facteur
- Anne Azoulay : Françoise
- Patrick Le Mauff : Bernard
- Gaëlle Le Courtois : Juliette
- Nathalie Joyeux : Valérie
- Vladimir Léon : Vincent
- Laurent Guillamot : Marc